# Jean-François Duval
Pour les articles homonymes, voir Duval.
Jean-François Duval, né en 1947 à Genève, est un écrivain et journaliste suisse qui vit actuellement à Genève.

## Études et carrière professionnelle
Après des études de lettres (maîtrise en littérature française) à l'Université de Genève où il suit les cours de Jean Starobinski, Roland Barthes, Roger Dragonetti et Jean Rousset, il devient journaliste, voyage, écrit. Dès 1977, comme journaliste, il publie dans l'hebdomadaire suisse Construire - devenu Migros Magazine par la suite -  de nombreux grands reportages et des entretiens avec Cioran, Robert Pinget, Juan Rulfo, Charles Bukowski, Kurt Vonnegut, Ray Bradbury, William Styron, Naguib Mahfouz, Allen Ginsberg, etc. Parallèlement, il collabore à diverses publications, telles Le Monde, Libération, Le Magazine littéraire, la revue Autrement, Philosophie Magazine. Il participe également à plusieurs ouvrages collectifs.

## Carrière littéraire
Écrivain, il est l'auteur de romans et récits dans lesquels il mêle de façon originale la fiction romanesque, l'écriture voyageuse, le récit intimiste, l'interrogation amoureuse et philosophique : « Les Proscrits » (L'Aire, 1986), « La Voix fantôme » (Zoé, 1993), « Boston Blues » (Phébus, 2000, Prix Schiller), « L'Année où j'ai appris l'anglais » (Ramsay, 2006, Zoé Poche 2012, Prix Pittard de l'Andelyn 2008), « LuAnne sur la route avec Neal Cassady et Jack Kerouac » (Gallimard, 2022, roman inspiré de sa rencontre avec celle qui est Marylou dans « Sur la route » de Jack Kerouac).
Critique littéraire, chroniqueur, essayiste, spécialiste de la Beat Generation, il publie en 1998 « Buk et les Beats : essai sur la Beat Generation » (Michalon, 1998, rééd. augm. 2014), traduit aux États-Unis, en Italie, en Turquie, en Tchéquie et en Allemagne, ainsi que « Kerouac et la Beat Generation : une enquête » (Puf, 2012), traduit en Espagne et en Tchéquie. Et Les 100 mots de la Beat Generation, PUF, 2024, coll. « Que Sais-Je? », No 4278.
Il est également l'auteur de petites proses littéraires et philosophiques : « Et vous, faites-vous semblant d'exister? » (Puf, 2010), « Bref aperçu des âges de la vie » (Michalon, 2017)

## Œuvres
- Les Proscrits, Lausanne, l’Aire, 1986 (récits).
- La Voix fantôme, Genève, Zoé, 1993 (roman).
- Buk et les Beats : essai sur la Beat Generation, suivi d'Un soir chez Buk, entretien inédit avec Charles Bukowski, Paris, Michalon, 1998; édition revue et augmentée, Michalon, 2014. Trad. ital : Buk e i Beat (Archinto, 1999). Trad. américaine : Bukowski and the Beats (Sun Dog Press, 2002). Trad. turque : Charles Bukowski & Beat Kusagi (Altikirkbes Yayin, 2010, 2011 et 2015). Trad. tchèque : Bukowski & Beatnici (Pragma, 2014). Trad. allemande : Bukowski und die Beats : Von Konterboxern und Popliteraten (MaroVerlag, 2015).
- Boston Blues : routes de l’inattendu, Paris, Phébus, 2000 (roman).
- L'Année où j'ai appris l'anglais, Paris, Ramsay, 2006 (roman). Réédition Zoé Poche, 2012.
- Et vous, faites-vous semblant d'exister ? Paris, PUF, 2010 (petites proses).
- Kerouac et la Beat Generation : une enquête, Paris, Presses Universitaires de France, 2012. Trad. espagnole Kerouac y la generacion beat (Anagrama, 2013).
- Bref aperçu des âges de la vie, Paris, Michalon, 2017 (récit).
- Demain, quel Occident ? Entretiens avec : Brigitte Bardot, E.-M. Cioran, Michel Houellebecq, Tariq Ramadan, Samuel Huntington, Francis Fukuyama, Cornelius Castoriadis, Daniel C. Dennett, Ray Kurzweil, George Steiner, Jean Baudrillard, Le Dalai Lama, Paul Ricœur, Richard Rorty, Stanley Cavell, Michel Rocard, Slavoj Zizek, Isabelle Huppert. Lausanne, Socialinfo, 2018.
- LuAnne sur la route avec Neal Cassady et Jack Kerouac, Gallimard, 2022 (roman).
- Les 100 mots de la Beat Generation, PUF, 2024, coll. « Que Sais-Je ? », No 4278.

## Récompenses
- 1987 : Prix Alpes-Jura pour Les Proscrits.
- 2001 : Prix Schiller pour Boston Blues.
- 2001 : Lauréat Sélection Lettres frontière pour Boston Blues.
- 2007 : Prix Pittard de l'Andelyn pour L'Année où j'ai appris l'anglais.